# Джузеппе Де Джорджі
Джузеппе Де Джорджі (італ. Giuseppe De Giorgi, нар. 21 червня 1953, Неаполь) - італійський адмірал, начальник генерального штабу ВМС Італії протягом 2013-2016 років. 

## Біографія
Джузеппе Де Джорджі народився 21 червня 1953 року в Неаполі у сім'ї морського офіцера - його батько Джино Де Джорджі також був адміралом та начальником генерального штабу ВМС Італії протягом 1973-1977 років.
У 1975 році закінчив Військово-морську академію в Ліворно у званні гардемарина. У 1975-1976 роках пройшов навчання на пілота морської авіації у США.
Протягом 1987-1988 років керував повітряними операціями 18-ї військово-морської групи у Перській затоці під час ірано-іракської війни. Протягом 1989-1992 років був керівником повітряної служби оперативних сил флоту (CINCNAV).
З 1992 по 1993 рік командував фрегатом «Лібеччо».
З 1993 по 1997 рік Джузеппе Де Джорджі був начальником відділу навчання та нових програм в Департаменті авіації генерального штабу ВМС Італії. Протягом 1997-1999 років командував крейсером-вертольотоносцем «Вітторіо Венето». З 1999 по 2005 рік командував морською авіацією та був начальником 6-го Департаменту авіації генерального штабу флоту.
Протягом 2005-2006 років Джузеппе Де Джорджі був командувачем морських сил відкритого моря, протягом 2006-2007 років командував Морськими силами швидкого реагування НАТО. На цій посаді він керував операцією «Мімоза» із вводу миротворчих сил на територію Лівану.
Протягом 2007-2009 років був начальником штабу оперативного командування об'єднаних сил (італ. Comando operativo di vertice interforze). Протягом 2009-2011 років - начальник штабу оперативних сил флоту. У 2011-2012 роках - інспектор військово-морських шкіл.
З лютого 2012 року по січень 2013 року Джузеппе Де Джорджі був командувачем оперативних сил флоту. 28 січня 2013 року був призначений начальником генерального штабу ВМС Італії і перебував на цій посаді до 29 квітня 2016 року.
У 2017 році Джузеппе Де Джорджі на борту корабля «Bob Barker» взяв участь в операції «Альбакор», організованої природоохоронною організацією «Морський пастух», спрямованій проти контрабандного вилову риби  біля африканського узбережжя.

## Нагороди

### Італійські
- Кавалер Великого хреста Ордена «За заслуги перед Італійською Республікою»
- Офіцер Військового ордена Італії
- Бронзова медаль за військово-морські заслуги
- Маврикіанська медаль заслуг за 10 п'ятиліть бездоганної військової кар'єри
- Срібна медаль за довголітнє судноводіння (15 років)
- Медаль військової авіації за довголітнє літаководіння (20 років)
- Золота медаль заслуг за довголітнє командування
- Золотий хрест за вислугу років
- Пам'ятна медаль за операцію порятунку після землетрусу у Кампанії та Базилікаті 1980 року
- Медаль за заслуги з Цивільного захисту

### Іноземні
- Кавалер Орден Заслуг 3-го класу (Ліван)
- Офіцер Ордена Заслуг pro Merito Melitensi
- Кавалер Ордена Почесного легіону (Франція)